# Беллапаїське абатство

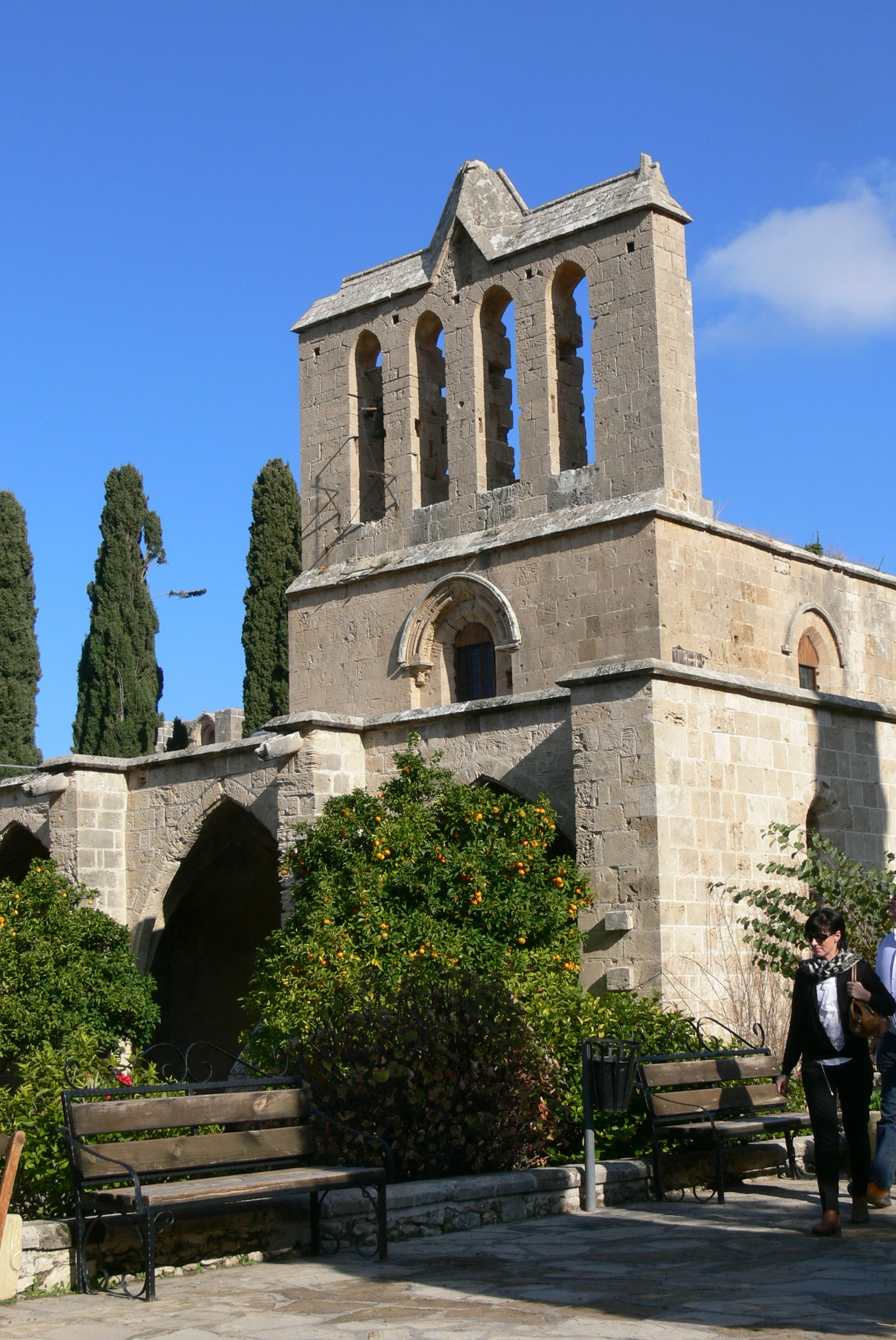
Збережений фасад монастирської церкви 1-ї половини XIII століття

Беллапаїсське абатство (фр. Abbaye de la Paix) — одна з найкрасивіших пам'яток готичної архітектури Кіпру, яку спорудили хрестоносці на початку XIII століття поблизу Кіренії. До нашого часу здебільшого перетворилась на руїни. Найменування абатства, як і назва села Беллапаїс, що поблизу, походить від французького назви монастиря Abbaye de la Paix — Абатство Миру. 

## Історія
Про історію абатства відомо вкрай мало. Ченці ордена августинців, які прибули на Кіпр з Єрусалима, оселилися в передгір'ї Кіренійського хребта на території сучасного села Беллапаїс в 1187 році. 1198 року тут почалося будівництво августинської оселі Святої Марії Гірської. 1205 року оселю передали ордену премонстрантів. Ймовірно, саме тоді звели монастирську церкву, що збереглася до наших днів, яка датується 1-ю половиною XIII століття. Унаслідок того, що ченці премонстрантів носили білі шати, монастир отримав неофіційну назву «Біле абатство». 
Архієпископ Нікосії Тьєррі офіційно заснував монастир 1205 або 1206 року й присвятив його Діві Марії. Папа Григорій IX затвердив заснування монастиря 1232 року. Король Кіпру Гуго I (1205—1218) подарував новому монастиреві великі земельні володіння. 

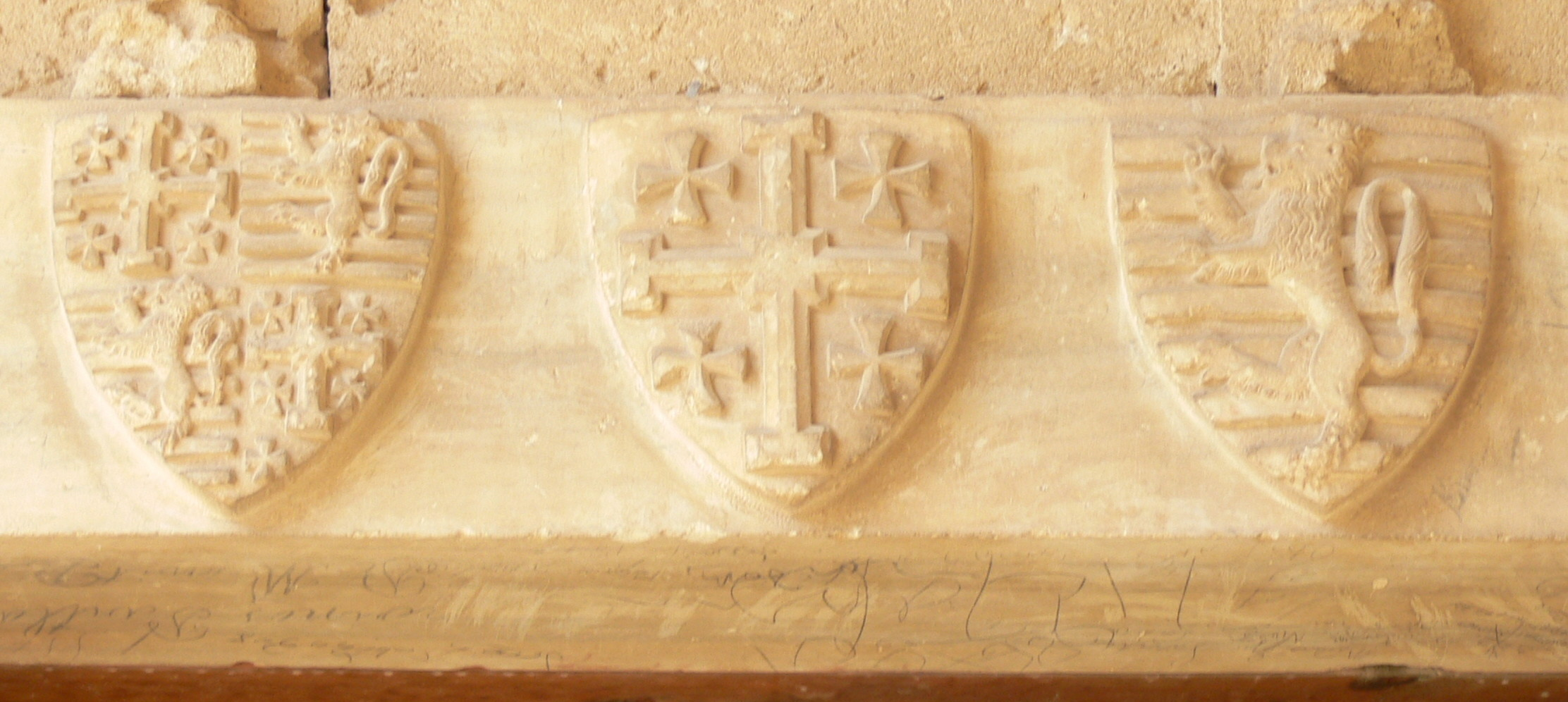
Герби Лузіньянів над входом до трапезної

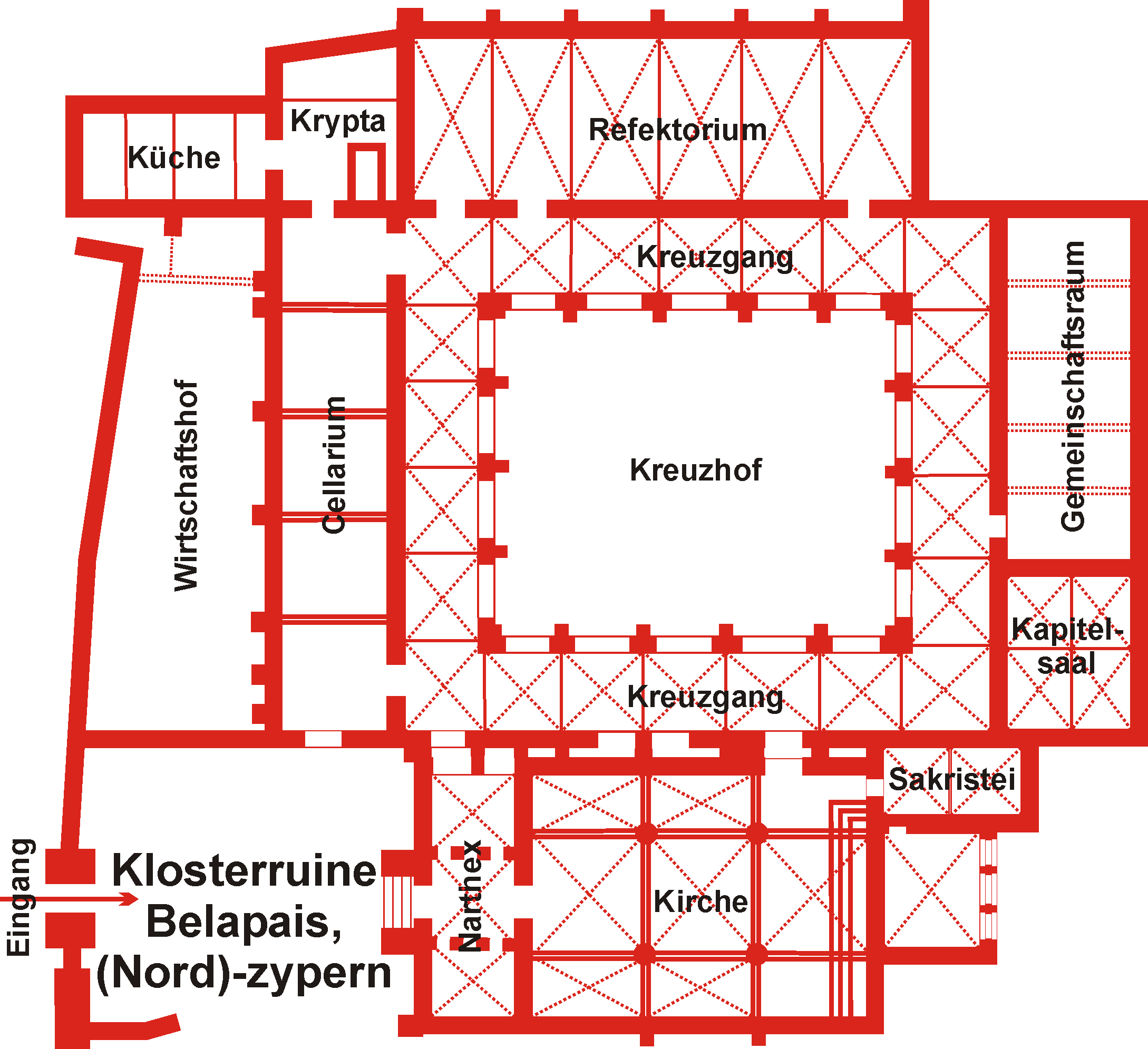
План монастиря Беллапаїс

Найбільшого розквіту премонстрантський монастир досяг після того, як в 1246 отримав за заповітом лицаря Роджера Норманда фрагмент Животворного Хреста, привезений з Єрусалима, а також 600 безантів. До монастиря потягнулася безперервна низка паломників, що залишали щедрі пожертви. 
Монастирський комплекс неодноразово перебудовували та розширювали. Король Гуго III (1267—1284) істотно розширив комплекс будівель абатства, надавши йому нинішнього вигляду. Згідно з хронікою Етьєна де Лузіньяна, король Гуго III суттєво підвищив статус абата монастиря, подарувавши йому право носити меч, золоті шпори та митру. 
Майже через сто років король Гуго IV (1324—1358), що часто відвідував абатство, побудував велику частину монастирського комплексу, зокрема, монастирський двір, павільйони й величезну монастирську трапезну в готичному стилі. Над входом до трапезної дотепер зберігся королівський герб Лузіньянів. Будівництво монастирського комплексу було повністю закінчене до останньої чверті XIV століття. 
1373 року на Кіпр вдерлися генуезці. Осадивши Кіренію, вони попутно розграбували абатство, захопивши дорогоцінні реліквії. Після цього монастир став швидко морально та фізично занепадати. У XV столітті абатством управляли абати, які не перебували в самому монастирі. Ченці почали поступово відступати від суворих монастирських канонів, якими раніше славилося абатство, в тому числі й від дотримання целібату. Дійшло до того, що в послушники монастиря стали приймати лише дітей його ченців від їх наложниць. У XVI столітті розтління ченців призвело до відкритого скандалу. 
Під час правління на Кіпрі венеційців абатство отримало свою назву Беллапаїс (внаслідок первісного скорочення французького назви до De la Pais) . Після завоювання Кіпру турками-османами в 1570—1571 роках, монастир пограбували османські війська, а потім передали відновленій Кіпрській православній церкві, за якої монастир прийшов у запустіння. Греки-кіпріоти використовували за призначенням лише монастирську церкву, в інших же будовах абатства тримали домашню худобу. Надалі монастирські будівлі поступово розбирали на будівельні матеріали місцеві жителі й навіть британці, під владу яких Кіпр перейшов 1878 року. 
В 1912—1931 роках реставрацією монастирського комплексу за дорученням департаменту старожитностей, що тоді зароджувався, займався Джордж Джеффері  (George Jeffery), перший куратор Лапідарного музею Нікосії. У монастирській церкві Панагії Аспрофорусси православні богослужіння проходили до 1974 року. 

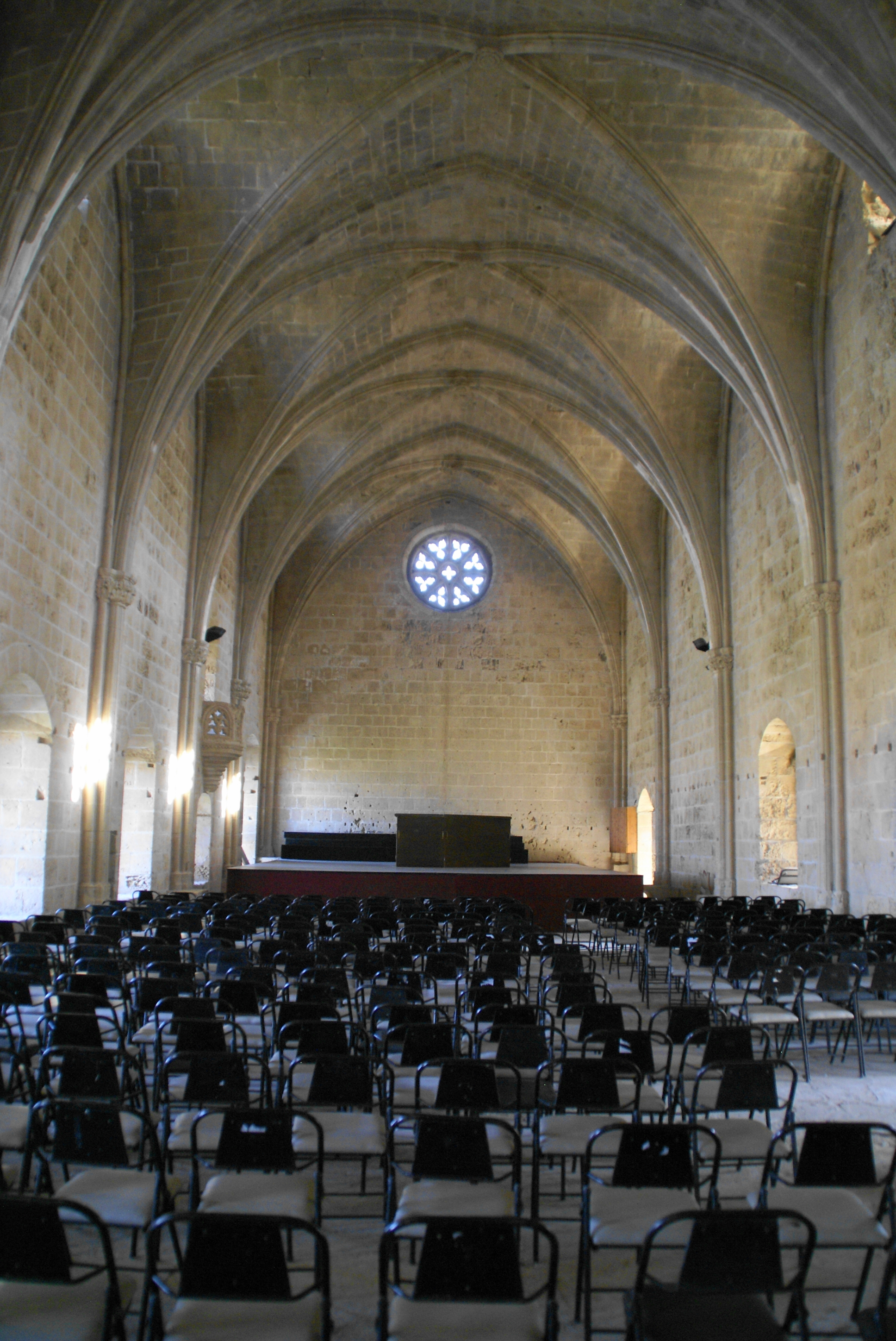
Збережена трапезна абатства, яку використовують як концертну залу

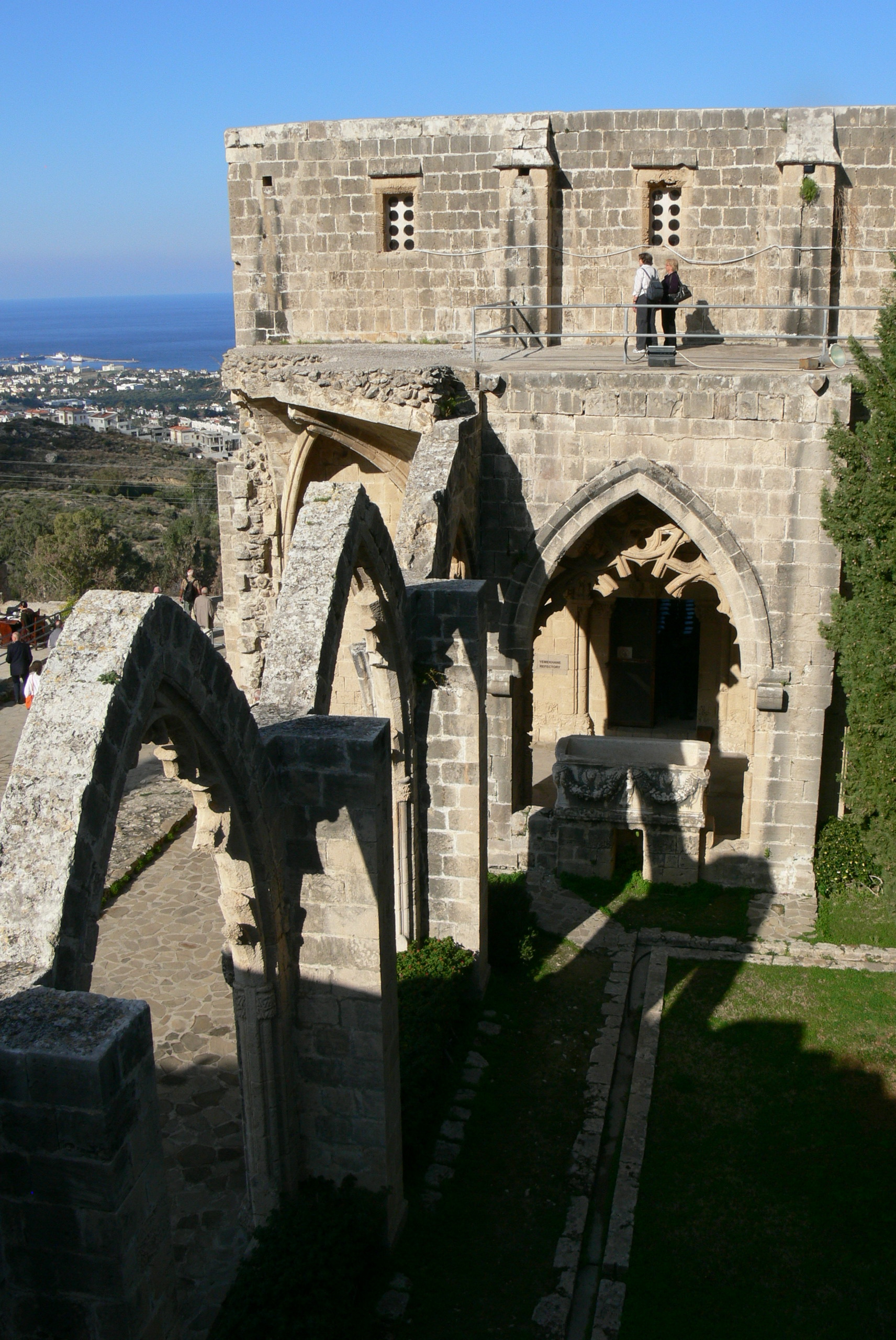
Арки й вхід до трапезної, перед яким стоїть Саламінський саркофаг, що його ченці використовували як умивальну

Нині руїни Беллапаїса — популярна туристична визначна пам'ятка, де відбуваються різні культурні події, зокрема, щорічно наприкінці травня — початку червня музичне свято International  Bellapais Music Festival. 

## Опис
Монастирський комплекс, побудований з вапняку на стрімкому схилі пагорба, має форму квадрата, на південній стороні якого розташована церква Діви Марії. Західна частина монастиря найбільше зруйнована та розібрана на будівельні матеріали. 
Будівля монастирської церкви добре збереглася до наших днів. Церква складається з головної нави з вузькими бічними двотравейними навами, середохрестя, двох невеликих трансептів і квадратного хору. Над усіма внутрішніми частинами церкви височіє нервюрне склепіння, крім трансептів, склепіння яких циліндричне. Капітелі віконних колон і колон західного входу виконані в архітектурному стилі 1-ї половини XIII століття. 
Добре збереглася й будівля трапезної монастиря 1-ї половини XIV століття, перед входом в яку знаходиться значних розмірів файно оздоблений саркофаг із Саламіна, що датується II століттям н. е., що його ченці використовували як купіль, в якій вони мили руки перед трапезою. Значних розмірів чудова двоярусна зала трапезної (98 футів у довжину, 33 в ширину і 38 у висоту), настільки простора, що британці свого часу влаштували в ній тир, має прекрасну акустику, тому саме в цьому приміщенні щорічно проходять музичні фестивалі. 
Добре збереглося також підвальне приміщення під трапезною абатства, у якому знаходився склад. Під час турецького вторгнення 1974 року учасники грецького опору в ньому влаштували госпіталь. 
У кінці монастирського двору знаходиться велика напівзруйнована двоповерхова будівля конвенту. На першому її поверсі була зала чернечих зборів, а на другому — келії ченців і покої абата. Склепіння цих приміщень обвалилось, проте стіни досі стоять. 
Більша частина файно оздобленого фасаду монастиря не збереглася (до нас дійшли лише чудові напівзруйновані арки), однак елементи фасаду, які дійшли до нас, дозволяють зробити висновок, що його зовнішній вигляд був дуже схожий з фасадом собору Святого Миколая у Фамагусті. капітелі колон монастиря містять листяний орнамент, поширений серед архітектури Кіпру 1-ї половини XIV століття. 